# Ölbosjön
Ölbosjön är två sjöar, förbundna av våtmarksområden i Hedesunda socken i Gävle kommun:
- Ölbosjön (norra), sjö i Gävle kommun, 60°26′52″N 17°02′04″Ö / 60.4478°N 17.0344°Ö (34,9 ha)
- Ölbosjön (södra), sjö i Gävle kommun, 60°26′13″N 17°03′01″Ö / 60.437°N 17.0503°Ö (42,2 ha)